# Детское Евровидение — 2023
Конкурс песни «Детское Евровидение — 2023» (англ. Junior Eurovision Song Contest 2023, фр. Concours Eurovision de la chanson Junior 2023) — 21-й конкурс песни «Детское Евровидение», который прошёл 26 ноября 2023 года во Франции, в Ницце после победы Лиссандро на конкурсе 2022 года, проходившем в Ереване, Армения. Организацией конкурса занимался Европейский вещательный союз (ЕВС) и принимающая конкурс телевещательная компания France Télévisions. Этот конкурс был вторым по счёту, который прошёл во Франции, первый из которых — конкурс 2021 года, проходивший в Париже.
В конкурсе 2023 года приняли участие 16 стран. Впервые в истории участвовала Эстония, Германия вернулась после годичного перерыва, в то время как Казахстан и Сербия отказались от участия.
Зои Клозюр из Франции, страны-хозяйки этого конкурса, стала победительницей с песней «Cœur», получив 228 баллов, в то время как Испания заняла второе место с 201 баллом, а Армения — третье место со 180 баллами.

## Место проведения

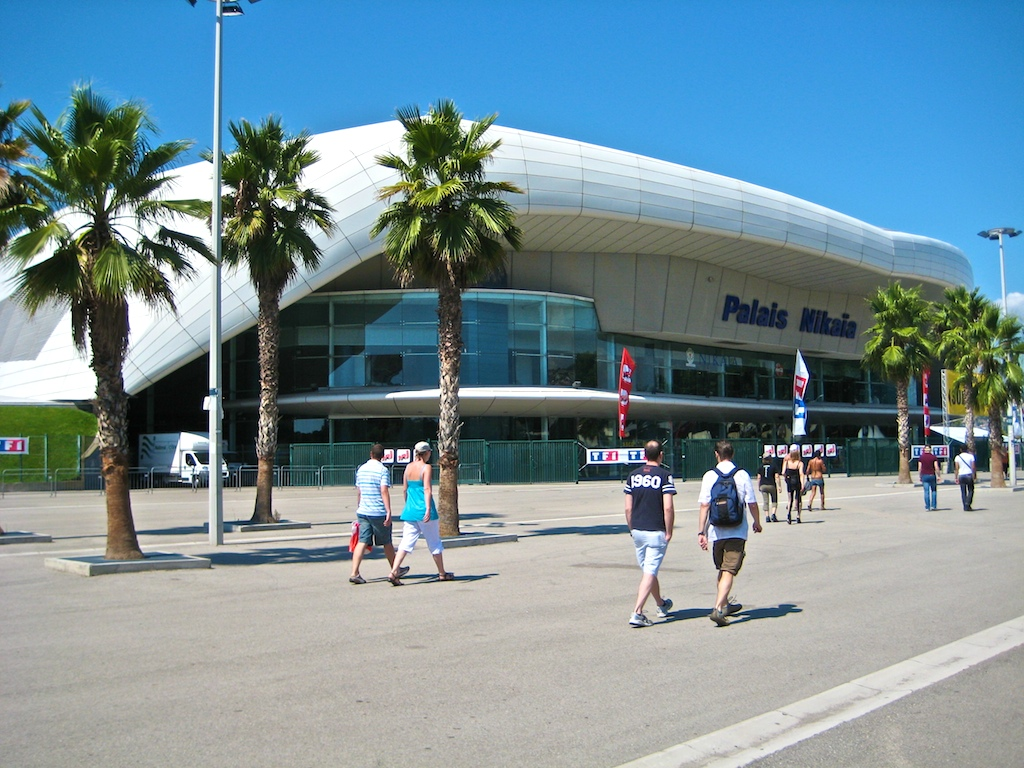
Дворец Никая, место проведения «Детского Евровидения – 2023»

В отличие от конкурса песни «Евровидение», страна-победительница «Детского Евровидения» не имеет автоматических прав на проведение следующего конкурса. В 2014—2017 годах страна-победительница могла провести конкурс или отказаться от его проведения — например, в 2015 году Италия отказалась проводить конкурс, дав возможность Болгарии провести его. 15 октября 2017 года Европейский вещательный союз (ЕВС) объявил о продлении этой системы, заявив, что она поможет предоставить организаторам больше времени для подготовки.
Изначально, 11 декабря 2022 года, генеральный директор телекомпании France Télévisions, Дельфин Эрнотт, заявила, что Франция будет принимать у себя конкурс 2023 года. Это заявление было официально подтверждено ЕВС 3 апреля 2023 года, попутно объявив город, в котором пройдёт конкурс (Ницца) и дату (26 ноября 2023 года).

## Формат

### Визуальный дизайн

Новый формат общего логотипа конкурса, включающий современный дизайн сердца конкурса песни «Евровидение»

Во время пресс-конференции Европейского вещательного союза, прошедшей 10 мая 2023 года, Александра Редде-Амиэль, глава французской делегации на конкурсе «Евровидение», объявила слоган конкурса — «Heroes» («Герои»). Логотип конкурса, представленный 29 августа 2023 года, показывает образ стрит-арта, основанный на брызгах краски, мела, порошка и фейерверках, который «приносит современность и обращается ко всем поколениям».

### Возможное изменение времени трансляции
9 декабря 2022 года исполнительный супервайзер Мартин Эстердаль объявил, что обсуждается перенос трансляции конкурса на другое время. Также было объявлено о том, что они могут перенести конкурс на субботу, а время трансляции конкурса — в прайм-тайм. Тем не менее, 3 апреля 2023 года ЕВС официально подтвердил, что конкурс состоится в воскресенье, 26 ноября 2023 года.

### Изменения правил
30 мая 2023 года в пресс-релизе испанского телевещателя RTVE было объявлено, что весь вокал на «Детском Евровидении» в этом году должен быть исполнен вживую: использование заранее записанного бэк-вокала, впервые за всю историю «Детского Евровидения», запрещено, но использование живого бэк-вокала по-прежнему разрешено. Также были запрещены устройства, улучшающие вокал участника за счёт выравнивания неправильной интонации и использование предварительно записанных видеоматериалов в форме полноэкранного наложения во время выступления участника (как, например, это было в начале и конце выступления Лауры, представительницы Польши в прошлом году).

### Ведущие

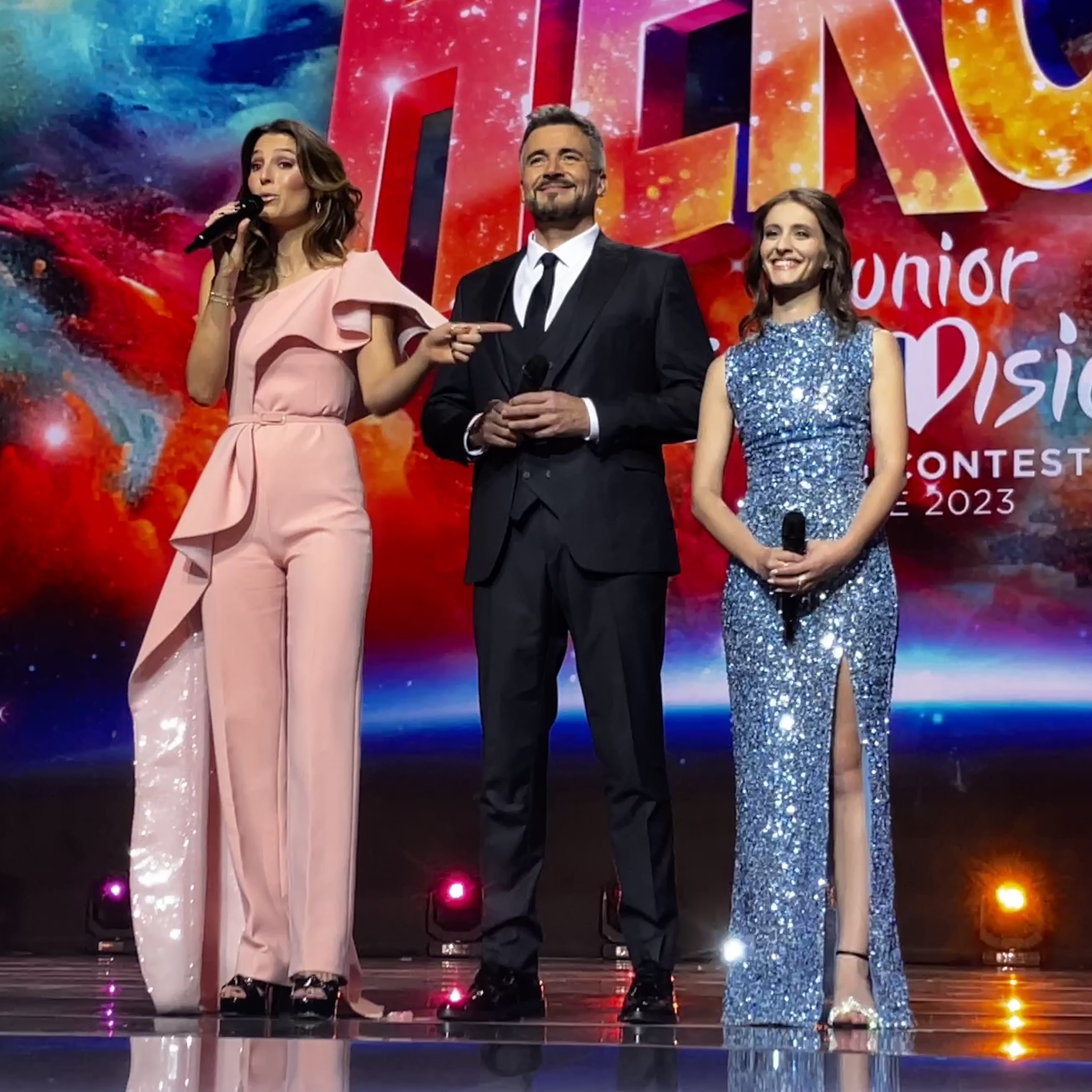
Ведущие конкурса: Лори Тилеман, Оливье Мин и Офенья

27 сентября 2023 года было объявлено, что Оливье Мин и Лори Тилеман будут ведущими «Детского Евровидения – 2023». Оливье Мин уже был ведущим «Детского Евровидения»: в 2021 году он проводил шоу вместе с Элоди Госсюэн и Карлой. В тот же день было объявлено, что популярная французская тиктокерша Офенья присоединится к основному составу ведущих, но уже в качестве ведущей из гринрума.

## Участники
29 августа 2023 года было объявлено, что 16 стран примут участие в «Детском Евровидении — 2023». На конкурсе дебютировала Эстония и, после годового перерыва, вернулась Германия, тогда как Казахстан впервые с 2018 года и Сербия впервые с 2014 года пропустили конкурс. Также впервые за всю историю «Детского Евровидения» все страны «Большой пятерки» (Великобритания, Германия, Испания, Италия и Франция) одновременно приняли участие в конкурсе.

#### Вернувшиеся как бэк-вокалисты
- Ирландия — Софи Леннон
  - «Детское Евровидение – 2022» — 4-е место.

## Распределение мест
Конкурс состоялся 26 ноября 2023 года в 16:00 по центральноевропейскому времени. В нём приняли участие шестнадцать стран, порядок их выступлений был опубликован 20 ноября. В финале голосовали профессиональное жюри и телезрители всех стран, участвующих в конкурсе этого года, а также телезрители стран, не участвующих в нём.
| №  | Страна                   | Исполнитель                | Песня                                         | Перевод                     | Язык                      | Место | Баллы | Баллы   | Баллы |
| №  | Страна                   | Исполнитель                | Песня                                         | Перевод                     | Язык                      | Место | жюри  | зрители | всего |
| -- | ------------------------ | -------------------------- | --------------------------------------------- | --------------------------- | ------------------------- | ----- | ----- | ------- | ----- |
| 1  | Испания                  | Сандра Валеро              | «Loviu»                                       | «Люблю тебя»                | Испанский                 | 2     | 115   | 86      | 201   |
| 2  | Мальта                   | Юлан                       | «Stronger»                                    | «Сильнее»                   | Английский                | 10    | 51    | 43      | 94    |
| 3  | Украина                  | Анастасия Димид            | «Kvitka» (Квiтка)                             | «Цветок»                    | Украинский, английский    | 5     | 45    | 83      | 128   |
| 4  | Ирландия                 | Джессика Маккин            | «Aisling»                                     | «Мечта»                     | Ирландский                | 16    | 8     | 34      | 42    |
| 5  | Великобритания           | STAND UNIQU3               | «Back To Life»                                | «Вернуться к жизни»         | Английский                | 4     | 102   | 58      | 160   |
| 6  | Северная Македония       | Тамара Груеска             | «Kaži Mi, Kaži Mi Koj» (Кажи ми, кажи ми кој) | «Скажи мне, скажи мне, кто» | Македонский, английский   | 12    | 37    | 39      | 76    |
| 7  | Эстония                  | ARHANNA                    | «Hoiame Kokku»                                | «Держаться вместе»          | Эстонский, английский     | 15    | 6     | 43      | 49    |
| 8  | Армения                  | Yan Girls                  | «Do It My Way»                                | «Делаю по-своему»           | Армянский, английский     | 3     | 116   | 64      | 180   |
| 9  | Польша                   | Майя Кшижевска             | «I Just Need A Friend»                        | «Мне просто нужен друг»     | Польский, английский      | 6     | 69    | 55      | 124   |
| 10 | Грузия                   | Анастасия Васадзе и Ranina | «Over The Sky»                                | «Над небом»                 | Грузинский, английский    | 14    | 21    | 53      | 74    |
| 11 | Португалия               | Джулия Машадо              | «Where I Belong»                              | «Где моё место»             | Португальский, английский | 13    | 30    | 45      | 75    |
| 12 | Франция (страна-хозяйка) | Зои Клозюр                 | «Cœur»                                        | «Сердце»                    | Французский               | 1     | 136   | 92      | 228   |
| 13 | Албания                  | Виола Гизели               | «Bota Ime»                                    | «Мой мир»                   | Албанский                 | 8     | 70    | 45      | 115   |
| 14 | Италия                   | Мелисса и Раня             | «Un Mondo Giusto»                             | «Справедливый мир»          | Итальянский, английский   | 11    | 37    | 44      | 81    |
| 15 | Германия                 | FIA                        | «Ohne Worte»                                  | «Без слов»                  | Немецкий, язык жестов     | 9     | 33    | 74      | 107   |
| 16 | Нидерланды               | Сеп и Ясмайн               | «Holding On To You»                           | «Держусь за тебя»           | Нидерландский, английский | 7     | 52    | 70      | 122   |

## Другие участники
Чтобы страна имела право на потенциальное участие в конкурсе, она должна быть активным членом Европейского вещательного союза (ЕВС).

### Дебют
- Эстония — 29 августа 2023 года, вместе с публикацией списка стран-участниц, было объявлено о том, что Эстония дебютирует на «Детском Евровидении — 2023»[8]. Позднее, в этот же день, было объявлено, что Арханна Сандра Арбма станет первой представительницей от Эстонии[17].

### Возвращение
- Германия — 2 августа 2022 года, отказавшись от участия в «Детском Евровидении — 2022» из-за ограничений на поездки, введённых правительством Германии[18], немецкий телевещатель NDR объявил, что они «надеются» принять участие в «Детском Евровидении — 2023»[19]. 4 декабря 2022 года немецкий телевещатель KiKa подтвердил, что они планируют принять участие в «Детском Евровидении — 2023»[20]. В конце концов, 11 декабря 2022 года, во время трансляции «Детского Евровидения — 2022» на телеканале KiKA, комментатор конкурса, Константин Цёллер, объявил о том, что Германия возвращается на конкурс после годичного перерыва[21], и 3 апреля 2023 года информация официально подтвердилась[22].

### Несостоявшийся дебют

#### Активные члены ЕВС
- Австрия — 26 мая 2023 года австрийский телевещатель ORF подтвердил, что страна не дебютирует в «Детском Евровидении» в этом году[23]
- Исландия — 13 июня 2023 года Рунар Фрейр Гислассон, менеджер исландского телевещателя RÚV и пресс-атташе исландской делегации, подтвердил, что страна не дебютирует в «Детском Евровидении» в этом году[24].
- Люксембург — 6 июня 2023 года Дэйв Глезенер, руководитель отдела радио и проектный менеджер люксембургского телевещателя RTL, подтвердил, что они не дебютируют в «Детском Евровидении» в этом году[25].
- Словакия — 4 июня 2023 года глава отдела международных отношений вещателя RTVS Славомира Кубичкова подтвердила, что они не рассматривают возможность участия в «Детском Евровидении» в ближайшем будущем из-за финансовых проблем[26].
- Финляндия — 25 мая 2023 года финский телевещатель Yle подтвердил, что сейчас они не планируют участвовать в «Детском Евровидении»[27].
- Чехия  — 12 декабря 2022 года глава чешской делегации Ахмад Халлун объявил через Instagram, что Чехия не будет дебютировать на конкурсе. В качестве причины было названо то, что телевещатель ČT хочет сосредоточиться на «Евровидении»[28].

### Отказ

#### Активные члены EBC
- Азербайджан — 1 августа 2023 года азербайджанский телевещатель ITV подтвердил, что Азербайджан не вернётся на «Детское Евровидение» в этом году[29].
- Бельгия — 12 июня 2023 года бельгийский телевещатель VRT подтвердил, что они не вернутся на «Детское Евровидение» в этом году, однако они заявили о намерении рассмотреть возможность своего возвращения на конкурс в следующем году[30].
- Болгария — 14 декабря 2022 года болгарский телевещатель БНТ подтвердил в своём Twitter-аккаунте, что они не планируют принимать участие в конкурсе 2023 года[31].
- Дания — 12 декабря 2022 года руководитель детского вещательного отдела Марлен Боэль, заявила, что Дания не вернётся к участию в конкурсе в 2023 году, поскольку радиостанция не изменила своего мнения о том, что «конкурс противоречит ценностям, которые они хотят представить своим зрителям»[32].
- Израиль — 27 июня 2023 года Гали Авни Оренштейн, пресс-атташе израильской делегации на «Евровидении», подтвердила, что страна не вернётся на «Детское Евровидение» в этом году[33].
- Кипр — 27 июня 2023 года киприотский телевещатель CyBC подтвердил, что страна не вернётся на «Детское Евровидение» в этом году[34].
- Латвия — 20 июня 2023 года латвийский телевещатель LTV подтвердил, что страна не вернётся на «Детское Евровидение» в этом году[35].
- Литва — Мантас Великис, руководитель отдела маркетинга литовского телевещателя LRT, подтвердил, что они не вернутся на «Детское Евровидение» в этом году[36].
- Молдова — 13 июня 2023 года Дарья Капатина, глава молдавской делегации на «Евровидении», подтвердила, что они не вернутся на «Детское Евровидение» в этом году, но не исключают возвращение на конкурс в будущем[37].
- Норвегия — Стиг Карлсен, глава норвежской делегации, подтвердил, что страна не вернётся на конкурс в ближайшее время из-за финансовой ситуации и позиции NRK насчёт конкурса — они считают, что нынешний формат конкурса «слишком груб» для детей[38].
- Румыния — 23 июня 2023 года румынский телевещатель TVR подтвердил, что страна не вернётся на «Детское Евровидение» в этом году[39].
- Сан-Марино — 21 июня 2023 года Алессандро Капиккиони, глава делегации Сан-Марино на «Евровидении», подтвердил, что страна не вернётся на «Детское Евровидение» в этом году[40].
- Сербия — 1 августа 2023 года Оливера Ковачевич, главный редактор развлекательных программ RTS, подтвердила, что Сербия отказалась от участия по финансовым причинам[41].
- Словения — Словенская телекомпания RTVSLO подтвердила, что не будет участвовать в конкурсе песни «Детское Евровидение» в этом году. Согласно Eurofestivales, их пресс-служба сослалась на финансовые причины их отсутствия, заявив, что конкурс «слишком дорогой для дневного расписания»[42].
- Уэльс — В связи с тем, что Великобритания объявила о возвращении на конкурс «в долгосрочной перспективе»[43], это делает участие Уэльса в конкурсе невозможным, так как он является частью Великобритании.
- Черногория — 1 июня 2023 года черногорский телевещатель RTCG подтвердил, что страна не вернётся на «Детское Евровидение» в этом году из-за нехватки средств[44].
- Швейцария — ESCPlus, после разговора с Джоанн Холдер из телекомпании RSI, сообщил, что Швейцария не вернется на «Детское Евровидение» в 2023 году[45].
- Швеция — 2 июня 2023 года шведский телевещатель SVT подтвердил, что Швеция не вернется на «Детское Евровидение» в этом году[46].

#### Ассоциированные члены ЕВС
- Австралия — 2 августа 2023 года австралийские телевещатели SBS и ABC подтвердили, что страна не вернётся на «Детское Евровидение» в этом году, так как они не планируют транслировать этот конкурс[47].
- Казахстан — 6 июня 2023 года Данияр Тусупбеков, директор департамента международного сотрудничества и дистрибуции агентства «Хабар», подтвердил информацию о том, что Казахстан не примет участие в конкурсе 2023 года. Однако он выразил заинтересованность в трансляции конкурса для зрителей в Казахстане и заявил о том, что он надеется, что вещатель вернётся на конкурс в 2024 году[48].

## Таблица результатов
| Баллы жюри/онлайн-голосование | Баллы жюри/онлайн-голосование | Баллы жюри/онлайн-голосование | Баллы жюри/онлайн-голосование | Баллы жюри/онлайн-голосование |
| Место                         | Жюри                          | Баллы                         | Онлайн-голосование            | Баллы                         |
| ----------------------------- | ----------------------------- | ----------------------------- | ----------------------------- | ----------------------------- |
| 1                             | Франция                       | 136                           | Франция                       | 92                            |
| 2                             | Армения                       | 116                           | Испания                       | 86                            |
| 3                             | Испания                       | 115                           | Украина                       | 83                            |
| 4                             | Великобритания                | 102                           | Германия                      | 74                            |
| 5                             | Албания                       | 70                            | Нидерланды                    | 70                            |
| 6                             | Польша                        | 69                            | Армения                       | 64                            |
| 7                             | Нидерланды                    | 52                            | Великобритания                | 58                            |
| 8                             | Мальта                        | 51                            | Польша                        | 55                            |
| 9                             | Украина                       | 45                            | Грузия                        | 53                            |
| 10                            | Северная Македония            | 37                            | - Албания - Португалия        | 45                            |
| 11                            | Италия                        | 37                            | - Албания - Португалия        | 45                            |
| 12                            | Германия                      | 33                            | Италия                        | 44                            |
| 13                            | Португалия                    | 30                            | - Мальта - Эстония            | 43                            |
| 14                            | Грузия                        | 21                            | - Мальта - Эстония            | 43                            |
| 15                            | Ирландия                      | 8                             | Северная Македония            | 39                            |
| 16                            | Эстония                       | 6                             | Ирландия                      | 34                            |

| Порядок голосования: 100% жюри 100% онлайн-голосование | Порядок голосования: 100% жюри 100% онлайн-голосование | Итого | Онлайн-голосование | Испания | Мальта | Украина | Ирландия | Великобритания | Северная Македония | Эстония | Армения | Польша | Грузия | Португалия | Франция | Албания | Италия | Германия | Нидерланды |
| Порядок голосования: 100% жюри 100% онлайн-голосование | Порядок голосования: 100% жюри 100% онлайн-голосование |       |                    |         |        |         |          |                |                    |         |         |        |        |            |         |         |        |          |            |
| Участники                                              | Испания                                                | 201   | 86                 |         | 6      | 5       |          | 8              | 10                 | 12      | 6       | 2      | 12     |            | 12      | 10      | 12     | 10       | 10         |
| Участники                                              | Мальта                                                 | 94    | 43                 |         |        | 3       |          | 4              |                    |         | 12      | 3      |        | 7          | 10      | 4       | 6      | 2        |            |
| Участники                                              | Украина                                                | 128   | 83                 | 1       |        |         | 3        | 1              | 3                  | 4       |         | 5      | 6      |            |         | 8       | 2      | 7        | 5          |
| Участники                                              | Ирландия                                               | 42    | 34                 |         |        |         |          |                |                    |         |         |        | 3      | 4          | 1       |         |        |          |            |
| Участники                                              | Великобритания                                         | 160   | 58                 | 10      | 10     | 12      | 4        |                | 7                  | 6       | 8       | 8      |        | 1          | 4       | 12      | 8      | 5        | 7          |
| Участники                                              | Северная Македония                                     | 76    | 39                 | 2       | 2      | 2       | 1        |                |                    |         | 1       | 10     |        | 6          | 5       | 1       |        | 4        | 3          |
| Участники                                              | Эстония                                                | 49    | 43                 |         |        | 1       |          | 2              | 2                  |         |         |        | 1      |            |         |         |        |          |            |
| Участники                                              | Армения                                                | 180   | 64                 | 3       | 12     | 10      | 2        | 12             | 12                 | 8       |         | 7      | 10     | 2          | 7       | 6       | 5      | 12       | 8          |
| Участники                                              | Польша                                                 | 124   | 55                 | 8       | 4      | 7       | 10       | 10             |                    | 2       | 5       |        |        | 8          |         | 3       |        | 6        | 6          |
| Участники                                              | Грузия                                                 | 74    | 53                 | 5       |        |         |          | 3              |                    |         | 4       |        |        | 5          |         |         | 3      | 1        |            |
| Участники                                              | Португалия                                             | 75    | 45                 | 7       | 5      |         | 6        |                |                    | 1       |         | 1      | 2      |            | 6       |         |        |          | 2          |
| Участники                                              | Франция                                                | 228   | 92                 | 12      | 8      | 6       | 12       | 6              | 8                  | 10      | 10      | 12     | 5      | 10         |         | 7       | 10     | 8        | 12         |
| Участники                                              | Албания                                                | 115   | 45                 |         |        | 8       | 7        | 7              | 5                  | 5       | 7       | 4      | 4      | 12         | 3       |         | 7      |          | 1          |
| Участники                                              | Италия                                                 | 81    | 44                 | 6       | 3      |         | 5        |                | 1                  | 3       |         |        | 8      | 3          | 8       |         |        |          |            |
| Участники                                              | Германия                                               | 107   | 74                 |         | 1      | 4       |          |                | 4                  | 7       | 3       |        | 7      |            |         | 2       | 1      |          | 4          |
| Участники                                              | Нидерланды                                             | 122   | 70                 | 4       | 7      |         | 8        | 5              | 6                  |         | 2       | 6      |        |            | 2       | 5       | 4      | 3        |            |

### Количество высших оценок от жюри
| Кол-во | Страна         | Страна, давшая 12 баллов                             |
| ------ | -------------- | ---------------------------------------------------- |
| 4      | Армения        | Великобритания, Германия, Мальта, Северная Македония |
| 4      | Испания        | Грузия, Италия, Франция, Эстония                     |
| 4      | Франция        | Испания, Ирландия, Нидерланды, Польша                |
| 2      | Великобритания | Албания, Украина                                     |
| 1      | Албания        | Португалия                                           |
| 1      | Мальта         | Армения                                              |

## Голосование и трансляция

### Глашатаи
1. Испания — Хуан Диего Альварес[49];
2. Мальта — Гайя Гамбуцца (представительница Мальты в 2022 году)[50];
3. Украина — Злата Дзюнька (представительница Украины в 2022 году)[51];
4. Ирландия — Луиза Маккин;
5. Великобритания — Чарли Пойссено;
6. Северная Македония — София Любинская;
7. Эстония — Айрис Эштон;
8. Армения — Лино Мерсье;
9. Польша — Габрисия Войцехович[52];
10. Грузия — Мариам Бигвава (представительница Грузии в 2022 году)[53];
11. Португалия — Хлоэ Балдакар;
12. Франция — Энцо (представитель Франции в 2021 году)[54];
13. Албания — Гилия Мулай;
14. Италия — Джулия Вазне;
15. Германия — Вивьен Крейг;
16. Нидерланды — Луна (представительница Нидерландов в 2022 году)[50].

### Трансляция и комментаторы
Вещатели участвующих стран обязаны транслировать конкурс, а также они могут выбрать комментаторов, которые на месте или удалённо будут предоставлять комментарии и информацию для голосования своей местной аудитории. Кроме того, не участвующие вещатели также иногда транслируют конкурс. Помимо этого, Европейский вещательный союз будет проводить прямую трансляцию конкурса без комментариев на своём официальном канале в YouTube.
| Страна             | Вещатель(-и)                                                 | Комментатор(-ы)                              | Ист.                 |
| ------------------ | ------------------------------------------------------------ | -------------------------------------------- | -------------------- |
| Албания            | RTSH 1, RTSH Muzikë                                          | Андри Джаху                                  | [ 56 ] [ 57 ] [ 58 ] |
| Армения            | Армения 1                                                    | Гамлет Аракелян и Грачуи Утмазян             | [ 59 ]               |
| Великобритания     | BBC Two, CBBC, BBC iPlayer                                   | Лорен Лэйфилд и HRVY                         | [ 60 ]               |
| Германия           | KiKa                                                         | Константин Цёллер (Конси)                    | [ 61 ]               |
| Грузия             | 1TV                                                          | Николоз Лобиладзе                            | [ 62 ] [ 63 ]        |
| Ирландия           | TG4                                                          | Шинеад Ни Уаллахайн                          | [ 64 ]               |
| Испания            | La 1, TVE Internacional, TVE 4K                              | Тони Агилар и Хулия Варела                   | [ 65 ] [ 66 ]        |
| Италия             | Rai 1, RaiPlay                                               | Марио Акампа                                 | [ 67 ] [ 68 ] [ 69 ] |
| Мальта             | TVM                                                          | Без комментатора                             | [ 70 ]               |
| Нидерланды         | NPO 3, NPO Start                                             | Барт Аренс и Мэтью Хинзен                    | [ 58 ] [ 71 ] [ 72 ] |
| Польша             | TVP1, TVP Polonia, TVP ABC                                   | Александер Сикора                            | [ 73 ] [ 74 ]        |
| Португалия         | RTP1, RTP Internacional, RTP África, RTP Play, Rádio Zig Zag | Нуно Галопим и Иоланда Феррейра              | [ 75 ] [ 76 ]        |
| Северная Македония | МРТ 1                                                        | Эли Танасковска                              | [ 77 ]               |
| Украина            | Суспiльне Культура                                           | Тимур Мирошниченко                           | [ 78 ]               |
| Франция            | France 2                                                     | Стефан Берн и Карла Лаззари                  | [ 79 ] [ 80 ]        |
| Эстония            | ETV2                                                         | На эстонском: Марко Рейкоп                   | [ 81 ]               |
| Эстония            | ETV+                                                         | На русском: Александр Хоботов и Юлия Календа | [ 82 ]               |

| Страна    | Вещатель(-и) | Комментатор(-ы)               | Ист.          |
| --------- | ------------ | ----------------------------- | ------------- |
| Казахстан | Хабар        | Ердана Ержанулы и Динара Саду | [ 83 ] [ 84 ] |
| Литва     | LRT 1        | Рамунас Жилнис                | [ 85 ]        |

## Аудитория конкурса
В представленной ниже таблице указана информация об аудитории конкурса по странам:
| Страна     | Аудитория | Доля   | Ист.   |
| ---------- | --------- | ------ | ------ |
| Ирландия   | 19,900    | 2,54%  | [ 86 ] |
| Испания    | 827,000   | 8,15%  | [ 87 ] |
| Италия     | 1,025,000 | 7%     | [ 88 ] |
| Литва      | 83,700    | 8,3%   | [ 89 ] |
| Нидерланды | 221,000   | 1,4%   | [ 90 ] |
| Польша     | 1,859,548 | 15,26% | [ 91 ] |
| Португалия | 256,000   | 7,3%   | [ 92 ] |
| Франция    | 1,210,000 | 10,4%  | [ 93 ] |
| Эстония    | 62,482    | 13,93% | [ 94 ] |

## Национальные отборы
| Страна     | Отбор                                       | Дата проведения  | Победитель        | Ист.    |
| ---------- | ------------------------------------------- | ---------------- | ----------------- | ------- |
| Албания    | «Junior Fest 2023»                          | 22 сентября 2023 | Виола Гизели      | [ 95 ]  |
| Германия   | «Junior-ESC-Act 2023»                       | 18 сентября 2023 | Фиа Марилин       | [ 96 ]  |
| Грузия     | «Ranina 2023»                               | 10 июня 2023     | Анастасия Васадзе | [ 99 ]  |
| Ирландия   | «Junior Eurovision Éire 2023»               | 8 октября 2023   | Джессика Маккин   | [ 100 ] |
| Мальта     | «Malta Junior Eurovision Song Contest 2023» | 12 августа 2023  | Юлан Лоу          | [ 101 ] |
| Нидерланды | «Junior Songfestival 2023»                  | 23 сентября 2023 | Сеп и Ясмейн      | [ 102 ] |
| Польша     | «Szansa na Sukces. Eurowizja Junior 2023»   | 24 сентября 2023 | Майя Кшижевска    | [ 103 ] |
| Украина    | «Нацвідбір на Дитяче Євробачення 2023»      | 1 октября 2023   | Анастасия Димид   | [ 104 ] |

## Скандалы и инциденты

### Возможный отказ Армении
Несмотря на то, что Армения изначально подтвердила своё участие в «Детском Евровидении — 2023», в конце сентября 2023 года сообщалось, что участие Армении на конкурсе находится под вопросом из-за недавних боевых действий в Нагорном Карабахе. Мартин Эстердаль, исполнительный супервайзер конкурсов «Евровидения», подтвердил, что ЕВС следит за ситуацией, происходящей в Армении и за тем, сможет ли армянский телевещатель принять участие в конкурсе. В конце концов, 25 октября 2023 года был объявлен представитель Армении — Yan Girls с песней «Do It My Way». Если бы Армения не приняла участие в конкурсе, это был бы второй раз, когда стране пришлось бы отказаться от участия в «Детском Евровидении» из-за военного конфликта. В 2020 году Армения отказалась от участия из-за Второй карабахской войны.

### Комментарии
1. ↑  Содержит повторяющиеся фразы на английском, французском, итальянском и португальском языках.
2. ↑  Выступление содержит живой вокал от Софи Леннон, представительницы Ирландии на «Детском Евровидении — 2022»[16].
3. ↑  Содержит фразы на английском, испанском и французском языках.
4. ↑  Страна не участвовала в конкурсе.
5. 1 2 3  Только участник
6. 1 2  Анастасия Васадзе была выбрана путём национального отбора «Ranina 2023», финал которого состоялся 10 июня 2023 года[97], в то время как Николоз Харати и Ото Базерашвили были выбраны внутренне, о чём было объявлено 12 сентября 2023 года[98]